# Kinnefjärdings, Kinne och Kållands domsaga
Kinnefjärdings, Kinne och Kållands domsaga var en domsaga i Skaraborgs län, bildad 1864. Domsagan upplöstes 1971 i samband med tingsrättsreformen i Sverige, då den överfördes till Lidköpings tingsrätt.
Domsagan låg i domkretsen för Göta hovrätt.

## Tingslag
Till en början låg tre tingslag under domsagan men detta antal minskades den 1 januari 1904 till bara ett.

### Från 1864
- Kinne tingslag
- Kinnefjärdings tingslag
- Kållands tingslag

### Från 1904
- Kinnefjärdings, Kinne och Kållands domsagas tingslag

## Häradshövdingar
- 1864–1905 Johan Ludvig Bååth
- 1905–1932 Henrik Wilhelm Zethelius
- 1933–1952 Sven Härved Eugène Hellichius
- 1952–1967 Erik Täcklind
- 1967–1970 Karl Larsson

## Valkrets för val till andra kammaren
Mellan andrakammarvalen 1866 och 1908 utgjorde Kinnefjärdings, Kinne och Kållands domsaga en valkrets: Kinnefjärdings, Kinne och Kållands domsagas valkrets. Valkretsen avskaffades vid införandet av proportionellt valsystem inför valet 1911 och uppgick då i Skaraborgs läns norra valkrets (Kinnefjärdings härad och Kinne härad) och Skaraborgs läns södra valkrets (Kållands härad).